# Yoshiro Ota
Yoshiro Ota (ou Ohta) (太田 芳郎, Ōta Yoshirō), né le 11 janvier 1900 (ou 1902 selon les sources) à Niigata et mort le 2 mars 1993, est un joueur de tennis japonais.

## Carrière
Ce japonais a connu une courte carrière de joueur de tennis à la fin des années 1930. Membre de l'équipe du Japon de Coupe Davis, il a joué 12 rencontres à partir de 1927. Après avoir battu John Van Ryn en cinq sets en 1929, il se distingue au cours de la campagne européenne en 1930 par ses victoires sur des joueurs hongrois, indiens, espagnols et tchécoslovaques. En finale de la zone, il perd en revanche ses deux matchs contre l'Italie.
Champion de Suisse en 1929 et vice-champion d'Allemagne en 1930, il a franchi deux tours à Wimbledon en 1928 et aux Internationaux de France en 1930. Lors de ce tournoi, il perd en huitièmes de finale contre Jean Borotra (5-7, 3-6, 6-4, 6-1, 9-7). Touché par des crampes en fin de rencontre, Borotra s'arrêter quelques instants le temps de se faire soigner. De retour sur le terrain, Ota lui envoya quelques balles faciles par courtoisie, que le français finit par remporter dans son élan, lui assurant le gain de la partie. La presse n'a pas manqué l'occasion de souligner le fair-play et la tenue exemplaire du japonais au cours du tournoi.

## Palmarès

### Titres en simple
- 1929 : Swiss International championships bat Erik Worm (4-6, 6-4, 4-6, 6-1, 6-3)
- 1930 : Surrey Grass Court Championships bat Fred Perry (6–1, 4–6, 6–3)[2]

### Finales en simple
- 1929 : Düsseldorf International Tournament perd contre Jean Borotra (4-6, 6-4, 6-3, 6-4)
- 1930 : German International Championships perd contre Christian Boussus (1-6, 8-6, 2-6, 6-4, 6-4)

## Référence
1. ↑  La chronique du sport, sur L'Action française, 11 juin 1930
2. ↑  Yoshiro Ohta, sur Tennis Archives